# Vidzeme
Vidzeme (izgovarja se [ˈvid̪͡z̪eme]; litovsko Vidžemė; livonsko Vidūmō, rusko Vidme, poljsko Liwonia)  je ena od zgodovinskih in kulturnih regij Latvije. Glavno mesto Latvije, Riga, leži v jugozahodnem delu regije. Prebivalstvo: približno 1,3 milijona (leto?). Dobesedno pomeni Srednja dežela, leži v severni osrednji Latviji severno od reke Zahodna Dvina (Daugava). Včasih v nemščini je znana tudi kot Livland, nemška oblika iz latinske Livonia, čeprav obsega le majhen del srednjeveške Livonije in približno polovico (latvijski del) Švedske Livonije.
Vidzemes guberņa - Livland Governorate je tudi večje od Vidzeme, saj približno ustreza švedski Livoniji.

## Zgodovina
V starodavnih časih so ozemlje Vidzeme naselili Latgalci in Livonci (blizu obale Riškega zaliva in ob spodnjem toku rek Zahodne Dvine in Gauje). Do nemške osvojitve v 13. stoletju je bila Daugava, ki zdaj tvori jugovzhodno mejo Vidzemeja, meja med deželami Livoncev in Latgalijcev na desnem bregu ter tistimi Semgalci in Selonci na levem bregu reke. Najbolj opazna latgalijska regija v današnjem Vidzemeju je bila Tālava.
Po Livonski vojni je bil del Livonske konfederacije na desnem bregu reke Daugave in premoženje Rige odstopljeno Poljsko-litovski skupnosti in vojvodini Livoniji (levi breg, ki je sestavljal Vojvodstvo Kurlandija in Semgalija).
Po poljsko-švedski vojni, ki jo je leta 1629 sklenilo premirje v Altmarku, je Švedska pridobila zahodni del vojvodine Livonije približno do reke Aiviekste, od takrat pa tvori vzhodno mejo Vidzemeja.
Med veliko severno vojno je Ruski imperij osvojil Švedsko Livonijo in jo odstopili Rusiji po Nistadski pogodbi leta 1721. Namesto Livonije so Rusi ustvarili guvernat Riga, a leta 1796 se je guvernat Riga preimenoval v guvernerstvo Livonija (latvijsko Vidzemes guberņa, nemško Livländisches Gouvernement, rusko Лифляндская губерния / Liflyandskaya guberniya, estonsko Liivimaa kubermang), ki jo avtonomno upravlja lokalno nemško baltsko plemstvo prek fevdalnega Landtaga. Po koncu prve svetovne vojne je bila razdeljena med novo neodvisnimi državami Latvijo in Estonijo.